# Phyllodactylus bugastrolepis
Espèce
Statut de conservation UICN

 LC  : Préoccupation mineure
Phyllodactylus bugastrolepis est une espèce de geckos de la famille des Phyllodactylidae.

## Répartition
Cette espèce est endémique de l'île mexicaine de Santa Catalina dans le Golfe de Californie.

## Publication originale
- Dixon, 1966 : Speciation and systematics of the gekkonid lizard genus Phyllodactylus of the islands of the Gulf of California. Proceedings of the California Academy of Sciences, vol. 33, no 13, p. 415-452 (texte intégral).